# نمازجا (غرمسار كرمان)
نمازجا (بالفارسية: نمازجا) هي منطقة سكنية تقع في إيران في قسم غرمسار الریفي. يقدر عدد سكانها بـ 202 نسمة بحسب إحصاء 2016.